# Comet Interceptor
Der Comet Interceptor ist eine geplante dreiteilige Raumsonde im Rahmen des Cosmic-Vision-Programms der ESA. Die Sonde soll 2029 starten und dann auf Abruf einen neuentdeckten Kometen oder ein interstellares Objekt ansteuern und untersuchen.

## Wissenschaftliche Ziele
Kometen verändern sich unter dem Einfluss der Sonnenstrahlung. Durch die erstmalige Untersuchung eines Kometen, der sich noch nie der Sonne genähert hat, sollen Erkenntnisse gewonnen werden, welche mit früheren Kometensonden nicht möglich waren.
Interstellare Objekte wurden bislang noch gar nicht erkundet. Bis zum Comet-Interceptor-Programmstart war mit 1I/ʻOumuamua nur ein einziges identifiziert worden.

## Vorbereitung und Ablauf
Die Mission wurde 2018 vorgeschlagen und im Juni 2019 zur Realisierung ausgewählt.
Die Sonde soll 2029 zusammen mit dem Weltraumteleskop ARIEL starten und am Lagrange-Punkt L2 des Sonne-Erde-Systems geparkt werden. Von dort aus soll sie – sobald sich eine Gelegenheit ergibt – zu einem geeigneten Zielobjekt weiterfliegen, was nochmals Monate oder Jahre dauern kann. Das Parken der einsatzbereiten Sonde ist entscheidend für den Missionserfolg, da neue Kometen relativ kurzfristig entdeckt werden; es bleibt danach nicht genügend Zeit, um eine Sonde vorzubereiten und zu starten.
Die drei Teile des Comet Interceptors sollen sich vor Erreichen des Ziels voneinander trennen und das Objekt im Vorbeiflug aus verschiedenen Perspektiven untersuchen.

## Aufbau
Der geplante Comet Interceptor besteht aus der Hauptsonde A und den zwei kleineren Sonden B1 und B2. B1 wird von der Japanischen Weltraumbehörde beigesteuert. Folgende Instrumente sind vorgesehen:
A-Sonde
- Comet Camera (CoCa), eine hochauflösende Kamera
- Multispectral InfraRed Molecular and Ices Sensor (Mirmis), ein Infrarotsensor, der vom Kometen ausgehende Strahlung messen und die Zusammensetzung der Koma untersuchen soll
- Dust, Field, and Plasma (DFP), ein Instrument zur Untersuchung von Staub und Magnetosphäre um den Kometen

B1-Sonde
- Hydrogen Imager (HI), eine UV-Kamera zur Untersuchung der Wasserstoffgaswolke um den Kometen
- Plasma Suite (PS), ein Instrument zur Untersuchung von Plasma und Magnetfeld um den Kometen
- Wide Angle Camera (WAC), eine Kamera mit Weitwinkelobjektiv für Nahaufnahmen des Kometenkerns

B2-Sonde
- Optical Imager for Comets (OPIC), eine Kamera für Aufnahmen von Kometenkern und Staubjets im sichtbaren und infraroten Spektrum
- Mass Analyzer for Neutrals and Ions at Comets (Maniac), ein Massenspektrometer zur Untersuchung der vom Kometen abgegebenen Gase
- Entire Visible Sky coma mapper (Enviss), ein Instrument für Aufnahmen des Kometen und dessen Umgebung
- Dust, Field, and Plasma (DFP), entspricht dem DFP-Instrument der A-Sonde